# Ahernia
Ahernia – rodzaj roślin z rodziny Achariaceae. Jest to takson monotypowy, obejmujący tylko jeden gatunek – Ahernia glandulosa Merr. Philipp. J. Sci., C 4: 295 1909. Występuje na Filipinach i wyspie Hajnan.
W zależności od ujęcia gatunek i rodzaj klasyfikowany jest także do rodzin wierzbowatych (Salicaceae) i strzeligłowatych (Flacourtiaceae).